# Rudzienice (gmina)
Rudzienice – dawna gmina wiejska istniejąca w latach 1946–1954 i 1973–1976 w woj. olsztyńskim (dzisiejsze woj. warmińsko-mazurskie). Siedzibą władz gminy były Rudzienice.
Gmina Rudzienice powstała po II wojnie światowej na terenie tzw. Ziem Odzyskanych. 28 czerwca 1946 roku jako jednostka administracyjna powiatu suskiego gmina weszła w skład nowo utworzonego woj. olsztyńskiego. Według stanu z 1 lipca 1952 roku gmina była podzielona na 13 gromad: Franciszkowo, Frednowy, Gomoty, Kałduny, Makowo, Mątyki, Nowa Wieś, Rudzienice, Szałkowo, Tynwałd, Wiewiórki, Wilczyny i Wola Kamieńska. Gmina została zniesiona 29 września 1954 roku wraz z reformą wprowadzającą gromady w miejsce gmin.
Jednostkę reaktywowano 1 stycznia 1973 roku w powiecie iławskim w woj. olsztyńskim. 1 czerwca 1975 roku gmina weszła w skład nowo utworzonego (mniejszego) woj. olsztyńskiego. 15 stycznia 1976 roku gmina została zniesiona przez połączenie z dotychczasową gminą Iława w nową gminę Iława.